# 星野慎一
星野 慎一（ほしの しんいち、1909年1月1日 - 1998年12月17日）は、日本のドイツ文学者、翻訳家。

## 経歴
新潟県長岡市生まれ。旧制新潟県立長岡中学校、旧制新潟高等学校を経て、1932年東京帝国大学文学部独逸文学科卒業。旧制成城高等学校教授、埼玉大学文学部教授、東京教育大学教授。1961年「ライナー・マリア・リルケの伝記的研究」により東京大学文学博士。1971年頃教育大を定年後、南山大学教授を務め、1991年長岡市史編集委員長。1998年、89歳で没。1999年、星野の蔵書が長岡市立中央図書館に寄贈され、星野慎一文庫と名付けられた。
リルケなどドイツの詩を翻訳研究するほか、短歌、俳句にも関心が深かった。1995年、『俳句の国際性』で第43回日本エッセイスト・クラブ賞受賞。

## 著書
- 『初等ドイツ文法 再版』（第三書房） 1948
- 『リルケ研究』第1 － 3部（河出書房） 1951 - 1961
- 『新初等ドイツ語読本』（第三書房） 1957
- 『外国文学修行』（大門出版） 1966
- 『ゲーテと鴎外』（潮出版社、潮選書）[3]1975
- 『蕎麦の花 詩集』（新樹社） 1978
- 『ゲーテ』（清水書院、Century books） 1981
- 『ゲーテと仏教思想 東洋的な詩人像』（新樹社） 1984
- 『俳句の国際性 なぜ俳句は世界的に愛されるようになったのか』（博文館新社） 1995

### 共編著
- 『実用日独英会話』（ヘルタ・ヤーン共編、南山堂書店） 1938
- 『基範ドイツ文法読本』（手塚富雄共編、第三書房） 1949
- 『新ドイツ語基礎講座』第1 - 3巻（植田敏郎共著、第三書房） 1950
- 『ドイツ語日常会話』（ヘルタ・ヤーン共著、第三書房） 1955
- 『ドイツ語手紙の書き方』（ヘルタ・ヤーン共著、第三書房） 1959
- 『ドイツ語会話小辞典』（ヘルタ・ヤーン共著、研究社辞書部） 1960
- 『総合ドイツ文法読本』（ヘルタ・ヤーン共著、第三書房） 1965
- 『研究社ドイツ語講座 文法編』（熊田力雄共編、研究社出版） 1965
- 『研究社ドイツ語講座 初級解釈編』（熊田力雄共著、研究社出版） 1966
- 『研究社ドイツ語講座 中級解釈編』（熊田力雄共著、研究社出版） 1967
- 『やさしいドイツ語会話の入門』（ヘルタ・ヤーン共著、朝日出版社） 1967
- 『リルケ』（小磯仁共著、清水書院） 2001、のち新版 (Century books、人と思想) 2016

## 翻訳
- 『愛する神の話』（リルケ、春陽堂） 1933、のち改題『神様の話』
- 『土地なき民』第1 - 3巻（ハンス・グリム、鱒書房） 1940
- 『南アフリカ物語』（ハンス・グリム、鱒書房） 1943
- 『湖畔』（シュトルム、第三書房） 1949
- 『ゲーテ詩集』（河出書房、市民文庫） 1951
- 『リルケ詩集』（岩波文庫） 1955
- 『ゲーテの生涯』（エルヴィン・ヤーン、第三書房） 1960
- 『RILKE GEDICHTE リルケ詩集』（郁文堂、独和対訳叢書） 1960年
- 「魂の歌 = リルケ」（キッペンベルク、角川書店、『世界の人間像10』） 1962
- 『オーギュスト・ロダン』（リルケ、中央公論社、世界の文学） 1964
- 『ヘッセ詩集』（片山敏彦共訳、角川書店、世界の詩集） 1967
- 『ゲーテ詩集』（三笠書房） 1967、のち潮文庫
- 『世界恋愛詩集』（矢崎源九郎共編、三笠書房、世界の名詩集） 1968
- 『ドイツ・北欧の民話』（矢崎源九郎共著、さ・え・ら書房） 1971
- 『さよならパリさよならカトリーヌ』（E・ハスラー、講談社） 1973
- 『ブレーメンの音楽たい』（グリム兄弟、暁教育図書） 1977
- 『ラプンツェル』（グリム兄弟、暁教育図書） 1977
- 『近代ドイツ抒情詩の展開』（星野慎一博士喜寿記念論集刊行会、同学社） 1986
- 『それでも私の心は思っている』（ヘッセ、片山敏彦共訳、角川mini文庫） 1996
- 『マルテの手記』（ライナー・マリア・リルケ、グーテンベルク21[4]） 2015